# Ramón Stagnaro
Ramón Stagnaro (Lima, 10 de mayo de 1954 - Los Ángeles, 16 de febrero de 2022) fue un solista de guitarra acústica y eléctrica peruano.

## Trayectoria
Comenzó a tocar la guitarra  cuando tenía aproximadamente doce años de edad, pero su inquietud musical comenzó cerca de los cuatro o cinco años, cuando tuvo la experiencia de ver una orquesta en vivo por primera vez en una fiesta infantil, lo que le impulsó a querer tocar algún instrumento. 
Formó parte de la agrupación instrumental llamada "Los Frutos", la cual tuvo una vida corta llegando a presentarse en la televisión local. En 1970, Ramón Stagnaro junto a su hermano Oscar formó otro grupo denominado "Elemental Music Group", con influencia de los grupos de rock Grand Funk Railroad y Led Zeppellin, tocando música para jóvenes en eventos sociales. A mediados de los años 70, nuevamente con su hermano Oscar, como bajista, forma su primera banda de jazz llamada "Lima Contemporánea" con la incorporación del tecladista Miguel Figueroa y el baterista Pocho Purizaga. Esta banda fue exitosa y tuvo muchos seguidores.
En 1981, después de la disolución de esta agrupación, se trasladó a Estados Unidos. Pasó un año en Boston y luego se trasladó a Los Ángeles, donde reside al momento de escribir esta sección. Después de su arribo, paulatinamente empezó a ganar notoriedad entre los músicos locales. Se reunió con su compatriota, el baterista Alex Acuña, lo que ayudó a impulsar su carrera.
En 1989, estaba tocando la guitarra en un estudio, donde lo escuchó por casualidad uno de los productores del cantautor brasileño Roberto Carlos y lo invitó a grabar una canción suya titulada "Si me dices que ya no me amas", lo que marcó el inicio de un nuevo trayecto en el recorrido musical de Stagnaro. Logró conocer notables músicos y gracias a los contactos logrados en su trayectoria, participa en un promedio de 20 discos de diferentes artistas, además de figurar con su música en comerciales de televisión. Su talento también ha estado presente en las bandas sonoras de películas estadounidenses como El Zorro, Sex and the City, entre otras. En su trayectoria profesional ha trabajado con muchos productores como David Foster, Humberto Gatica, K.C. Porter, Mark Portmann, Jorge Calandrelli, Juan Carlos Calderón, Trevor Horn, Randy Jackson y Walter Afanasieff, entre otros.

## Colaboraciones
Durante su residencia en Estados Unidos, participó en álbumes de artistas tales como Fahed Mitre, Gino Vannelli, Seal, Celine Dion, Al Jarreau, Andrea Bocelli, Luis Miguel, Roberto Carlos, Alejandro Sanz, Enrique Iglesias, Plácido Domingo, Vikki Carr, Thalía, Cristian Castro, Armando Manzanero, José Luis Rodríguez, Yanni, Café Tacvba, entre otros.